# Pygophora immacularis
Pygophora immacularis är en tvåvingeart som beskrevs av Xiaolong Cui och Xue 1995. Pygophora immacularis ingår i släktet Pygophora och familjen husflugor.
Artens utbredningsområde är Yunnan (Kina). Inga underarter finns listade i Catalogue of Life.